# Bukit (Karangasem)
Bukit is een bestuurslaag in het regentschap Karangasem van de provincie Bali, Indonesië. Bukit telt 3723 inwoners (volkstelling 2010).